# Dasypeltis gansi
Dasypeltis gansi är en ormart som beskrevs av Trape och Mané 2006. Dasypeltis gansi ingår i släktet Dasypeltis och familjen snokar. Artepitet i det vetenskapliga namnet hedrar den tysk-amerikanska herpetologen Carl Gans.
Arten förekommer i västra Afrika från Kamerun västerut. Honor lägger ägg. Ormen lever i låglandet och i kulliga regioner upp till 600 meter över havet. Den vistas i torra savanner. Den årliga nederbörden i regionen ligger vanligen mellan 500 och 1000 mm. Exemplaren vistas på marken och klättrar i träd samt buskar. De har fåglar som föda.
För beståndet är inga hot kända. Hela populationen anses vara stor. IUCN listar arten som livskraftig (LC).

## Underarter
Arten delas in i följande underarter:
- D. g. gansi
- D. g. latericia